# Roma Ryan
Roma Shane Ryan (ur. 20 stycznia 1954 w Belfaście) – pisarka, poetka oraz autorka tekstów piosenek.
Pisze teksty piosenek dla irlandzkiej piosenkarki, kompozytorki, multiinstrumentalistki Enyi. Piosenka May It Be napisana do filmu Władca Pierścieni została nominowana do Oscara w 2001 roku.
W 2005 Ryan, zainspirowana elfickim językiem J.R.R. Tolkiena, stworzyła fikcyjny język Loxian. W języku Loxian Enya zaśpiewała trzy piosenki na swoim albumie Amarantine. Ryan napisała także książkę Water Shows The Hidden Heart, w której opisuje genezę języka oraz pracę nad albumem.
Roma Ryan mieszka w północnej dzielnicy Dublina Artane wraz z mężem Nickym Ryanem. Ryanowie mają dwie córki: Ebony i Persię, które również pracowały nad oprawą albumu Enyi.